# Solomon Kane (película)
Solomon Kane es una película fantástica del año 2009 dirigida por Michael Bassett, producida por Paul Berrow, Samuel Hadida y Kevan Van Thompson, y basada en el personaje de Robert E. Howard, Solomon Kane. Fue producida conjuntamente por Francia, la República Checa y el Reino Unido y rodada en inglés con un presupuesto de 40 millones de dólares. Narra la historia de un guerrero puritano del siglo XVII cuya única meta en la vida es terminar con la maldad en todas sus formas.

## Sinopsis
Al comienzo de la historia, Solomon Kane y sus  hombres se están abriendo paso salvajemente entre multitud de defensores de una exótica ciudad del Norte de África. Pero, cuando este decide asaltar un misterioso castillo cercano para saquear las riquezas que se rumorea que contiene, su misión da un fatídico giro. Uno a uno, los hombres de Kane van muriendo a manos de demoníacas criaturas, hasta que no queda más que él para hacer frente a la muerte encarnada, un demonio llamado Guadaña, enviado por el Diablo desde las profundidades del Infierno para reclamar su alma. A pesar de que Kane logra escapar, sabe que ahora deberá redimirse, renunciar a la violencia y dedicarse por completo a una vida de paz y pureza.
Su recién descubierta espiritualidad, no obstante, tendrá que superar pronto la prueba definitiva cuando inicie sus viajes por una Inglaterra asolada por diabólicos saqueadores humanos controlados por un aterrador jinete enmascarado. Después de que Kane no logre impedir la brutal matanza de los Crowthorns, una familia de puritanos que había trabado amistad con él, jura encontrar y liberar a su hija Meredith, a la que han hecho esclava, aunque ello suponga hacer peligrar su propia alma al volver a utilizar su talento para matar, esta vez por una buena causa. 
Su decidida búsqueda acaba por llevarlo a afrontar algunos de los mortales secretos de su propia familia, mientras intenta salvar a Meredith y a toda Inglaterra de las fuerzas del mal.

## Reparto
- James Purefoy: Solomon Kane
- Rachel Hurd-Wood: Meredith Crowthorn
- Pete Postlethwaite: William Crowthorn
- Max von Sydow: Josiah Kane
- Samuel Roukin: Marcus Kane / Overlord
- Jason Flemyng: Malachi

## Estreno
La película se estrenó primero en Francia el 23 de diciembre de 2009. En España se estrenó el 1 de enero de 2010.